# Вермонт 100
Вермонт 100  (англ. Vermont 100 Mile Endurance Run) — 100-милльный (162 км) ультрамарафон, проводимый ежегодно в июле в Силвер Хилл Медоу в г. Вест Виндзор, штат Вермонт. Один из забегов, составляющий Большой Слэм Ультрараннинга. Это также единственно известный забег в США, где участники бегут одновременно вместе с лошадьми по одной трассе, но в разных забегах. Забег проводится ежегодно с 1989 года. 

## Трасса
Большая часть трассы проходит по бездорожью, остаток по пешим трейлам и несколько миль по асфальту. Суммарный набор высоты составляет около 17000 футов (5200 метров).

### Текущие рекорды трассы
| Мужчины | Брайан Русики | 2014 | 14:47:35 |
| Женщины | Ками Семик    | 2010 | 16:42:32 |

Примечание: до 2004 г. забег Вермонт 100 проходил по другому маршруту, и рекорды отличаются для старой и новой трассы. 

## Сбор средств
Средства, вырученные с соревнования, идут в поддержку компании Vermont Adaptive Ski and Sports (VASS), некоммерческая организация, которая предоставляет возможность людям с ограниченными возможностями участвовать в спортивных и развлекательных мероприятиях. Забег был основан Майком Хоувом и Лаурой Фаррелл, ультрамарафонцем и основателем VASS.  
Забег Вермонт 50 проводится в сентябре. Также организуется VASS.